# Dolomiti
Ovo je članak o planinama Dolomitima. Za članak o mineralu i sedimentnoj stijeni pogledajte članak dolomit.
Dolomiti ili  Dolomitske Alpe (ladinski jezik: Dolomites; talijanski jezik: Dolomiti; furlanski jezik: Dolomitis) planinska su skupina u istočnim Alpama u Italiji. Nalaze se većinskim dijelom u provinciji Belluno (Veneto), a ostalim, manjim dijelom, u provincijama Južni Tirol i Trentino (sve u sjeveroistočnoj Italiji). Dogovorno, proteže se od rijeka Adige na zapadu do Piave na istoku, i između dolina Puster na sjeveru i Sugana na jugu. 
Jedan nacionalni (Parco Nazionale Dolomiti Bellunesi) i više regionalnih parkova nalaze se na Dolomitima. U kolovozu 2009. godine, Dolomiti su proglašeni prirodnom svjetskom baštinom UNESCO-a.

## Zemljopisne odlike
U Dolomitima se nalazi 21 vrh viši od 3.000 m nadmorske visine i oni pokrivaju površinu od oko 141.903 hektara. Tu se nalaze neki od najljepših alpskih krajolika s vertikalnim stijenama, strmim liticama i velikom gustoćom uskih, dubokih i dugih dolina. Tu se izmjenjuju raznoliki krajolici velikog geološkog značaja, kao što su prirodni stupci i zidovi, krške formacije (najveći broj različitih vapnenačkih formacija na ograničenom prostoru na svijetu) je, vrhovi i ledenjaci. Oni svjedoče o bogatoj geomorfološkoj prošlosti stijena koje su oblikovane erozijom, potresima i glacijacijom. Neke samostalne stijene su više od 1.500 m od svog dna, te spadaju u najviše vapnenačke litice na svijetu. Zbog toga su na ovom području česta klizišta tla, poplave i lavine.
Tu se nalaze i neki od ponajboljih primjera karbonatnih sustava terasa iz mezozoika (tzv. "fosilizirani atoli") s pomorskim fosilnim ostacima iz prijelaznog razdoblja iz perm u trijas. Prema tim fosilima se saznalo mnogo o vremenu najvećeg pomora živih vrsta ikada.
Dolomiti se dijele na Zapadne i Istočne Dolomite, koje dijeli linija koja ide od Val Badije, prijevoja Campolongo, do doline Cordevole (Agordino).
| Najviši vrhovi Dolomita | Najviši vrhovi Dolomita | Najviši vrhovi Dolomita      | Najviši vrhovi Dolomita |
| Ime                     | visina (m)              | Ime                          | visina (m)              |
| ----------------------- | ----------------------- | ---------------------------- | ----------------------- |
| Marmolada               | 3.344                   | Dreischusterspitze           | 3.162                   |
| Antelao                 | 3.263                   | Boespitze (Sellagruppe)      | 3.152                   |
| Tofana di Mezzo         | 3.241                   | Croda Rossa (Hoher Caisl)    | 3.148                   |
| Sorapiss                | 3.229                   | Piz Popena                   | 3.143                   |
| Monte Civetta           | 3.220                   | Elferkofel                   | 3.115                   |
| Vernel                  | 3.145                   | Grohmannspitze (Langkofel)   | 3.111                   |
| Monte Cristallo         | 3.199                   | Zwölferkofel                 | 3.091                   |
| Cima di Vezzana         | 3.191                   | Sass Rigais (Geislerspitzen) | 3.027                   |
| Cimon della Pala        | 3.186                   | Drei Zinnen                  | 3.003                   |
| Langkofel               | 3.178                   | Kesselkogel (Rosengarten)    | 3.001                   |
| Pelmo                   | 3.169                   | Fünffingerspitze             | 2.997                   |

| Passo d'Ombretta (Campitello-Caprile)                          | 2.738 |
| Langkofeljoch (Val Gardena-Campitello)                         | 2.683 |
| Tschagerjoch (Karersee-Vajolet Glen)                           | 2.644 |
| Grasleiten Pass (Vajolet Glen-Grasleiten Glen)                 | 2.597 |
| Passo di Pravitale (Rosetta Plateau-Pravitale Glen)            | 2.580 |
| Passo delle Comelle (do Cencenighe)                            | 2.579 |
| Passo della Rosetta (San Martino di Castrozza-Rosetta plateau) | 2.573 |
| Vajolet Pass (Tiers-Vajolet Glen)                              | 2.549 |
| Passo di Canali (Primiero-Agordo)                              | 2.497 |
| Tierseralpljoch (Campitello-Tiers)                             | 2.455 |

## Povijest
Za vrijeme Prvog svjetskog rata, linija između talijanske i austro-ugarske vojske prolazila je kroz Dolomite. Mnogi ljudi posjećuju Dolomite kako bi prošli Via ferratama, zaštićenim putevima napravljenim za Prvog svjetskog rata. Nekoliko vrlo dugačkih staza vodi Dolomitima, zvanih "Alte vie" (i.e. visoke staze). Za prelazak takvih dugačkih staza, numeriranih od 1 do 8, potrebno je barem tjedan dana hoda zbog čega se na njima nalaze mnoga planinarska odmorišta.

### Podrijetlo imena
Ime "Dolomiti" došlo je od poznatog francuskog mineraloga Déodata Grateta de Dolomieua koji je prvi opisao kamen, dolomit, tip karbonatnih stijena koji je uzrok karakterističnih oblika i boja ovih planina, znanih kao "blijede planine" prije 19. stoljeća kad je ime pofrancuženo.

## Turizam
Dolomiti su poznati po skijanju zimi te planinarenju, alpinizmu, penjanju i paraglidingu ljeti odnosno u kasno proljeće/ranu jesen. Slobodno penjanje tradicija je u Dolomitima od 1887. godine, kada se sedamnaestogodišnji Georg Winkler samostalno uspeo na jedan od vrhova Tornjeva Vajolet.
U prvom se tjednu srpnja održava godišnja dnevna brdska biciklistička utrka koja se održava kroz sedam planinskih prijevoja Dolomita nazvana Maratona dles Dolomites.

## Vanjske poveznice
- (engl.) 360 degree panorama Dolomites. SiMedia Srl. Inačica izvorne stranice arhivirana 26. siječnja 2011. Pristupljeno 14. travnja 2010.
- (engl.) Roger. Walks and Via Ferrata in the Dolomites. CommunityWalk.com. Inačica izvorne stranice arhivirana 8. siječnja 2018. Pristupljeno 14. travnja 2010.
- (engl.) Strada delle 52 Gallerie. Eclectica. Inačica izvorne stranice arhivirana 28. studenoga 2012. Pristupljeno 2. kolovoza 2010.
- (engl.) Monte Piana in the Dolomites. Eclectica. 21. kolovoza 2006.
- (engl.) Via Ferrata Lagazuoi Tunnels. Eclectica. 9. kolovoza 2006.
- (engl.) Up to the Turquoise Lake. Eclectica. 1. kolovoza 2006. Inačica izvorne stranice arhivirana 27. studenoga 2012. Pristupljeno 2. kolovoza 2010.